# Лазаровден
Лазаровден е християнски празник, посветен на Лазар от Витания и неговото чудотворно възкресение от Иисус Христос и отбелязван в съботата преди празника Цветница и Страстната седмица.
Празникът е известен и с имената Лазарница, Лазар, Лазарова събота.

## Имен ден
Лазаровден е имен ден за хората с имена Лазар, Лазарка, Лазарин, Лазарина, Лазо, Ласка, Елизар, Лъчезара, Лъчезар. Името „Лазар“ е символ на здраве и дълголетие.

## Християнски празник
Лазар от Витания е приятел на Иисус Христос, който е възкресен от него четири дни след смъртта му – Иисус Христос казва „Лазаре, стани!“ и съживява Лазар, който излиза от гробницата си.

## Български обичаи
Основният традиционен обичай на Лазаровден лазаруването, в което участват млади неомъжени жени, наричани лазарки. Той има характер на задължителна инициация за момичетата – преминалите през него подявки стават моми и могат да се момеят – да носят определено облекло и украшения, да завързват връзки и да се подготвят за женитба. Участието в ритуала е еднократно – в него не участват момичета, които са лазарували в предишни години, дори да са останали неомъжени.
Подготовката за лазаруването започва от средата на Великия пост, когато лазарките започват да се събират и да разучават с по-възрастни жени специфичните лазарски песни. Самото лазаруване има сходства с коледуването – лазарките обикалят къщите в селото, пеят обредни лазарски песни и благославят за здраве, щастие и берекет. В по-големите села лазарките се разделят на няколко групи от по 10 – 20 момичета, като всяка група ще обхожда на празника определена територия, така че на едно място да не идват два пъти лазарки.
Две от лазарките в групата носят кошници, в които да поставят подаряваните им от домакините яйца, а други две носят криваци (или едната кривак, а другата нож), смятани за мъжки атрибути. При влизането в двора на всеки двор лазарките с криваците ги изправят в средата, две или четири други лазарки танцуват около тях, а останалите ги ограждат в кръг и пеят лазарските песни. Самите песни, отличаващи се с повтарянето във всеки стих на обръщението „Лазаре“, са голям брой, като всяка е пригодена за човек с определено обществено положение – момче, момиче, булка, овчар, свещеник и т.н. – като лазарките подбират по една за всеки члена на посещаваното домакинство.
Примерен текст на лазарска песен (за малко дете):
Ой, детенце, пръстенче! Лазаре,
Честита ти ризичка! Лазаре,
На бял Дунав белена, Лазаре,
На мермер камик бухана, Лазаре,
На трендафил сушена, Лазаре,
На босилек диплена, Лазаре,
Всяка дипла - трендафил, Лазаре,
Всяка дипла и китка, Лазаре.
След края на обиколката си лазарките се връщат в къщата, от която са тръгнали, където изпълняват последни песни. Лазаруването продължава и на следващия ден – Цветница – със свързания ритуал на кумичене, в който участва същата група.